# ちゃちゃ入れマンデー
『ちゃちゃ入れマンデー』（ちゃちゃいれマンデー）は、関西テレビ放送で2014年4月28日から放送されているトーク・バラエティ番組である。
放送時間は2014年4月28日から2015年3月23日まで、毎週月曜日の19:00 - 19:55（JST）に放送され、2015年4月14日からは毎週火曜日の19:00 - 19:57→火曜 19:00 - 20:00（JST）に放送枠が移動された。

## 概要
司会は東野幸治・山本浩之・黒田有（メッセンジャー）の3人が務める。山本と黒田は『プライスバラエティ ナンボDEなんぼ』（2000年 - 2009年）以来4年振りの共演で、黒田は『ナンボDEなんぼ』以来の関西テレビでのレギュラーである。また、東野と山本は『2時ワクッ!』（2004年 - 2005年）以来9年振りの共演となる。
番組は、政治・経済・芸能・スポーツなど世の中の時事問題や関西の文化・風習に「茶々を入れる」トーク形式。題名は「茶々を入れますよ」を大阪弁にした（茶々入れまっせ）ものと、放送日「月曜日＝マンデー」をかけたものであるが、火曜日への枠移動後も題名は変更されない。
番組セットは、大阪・新世界をイメージした作りになっており、通天閣をイメージした電光掲示板や看板などには番組で紹介するネタのテーマが表記されている。セット内には「幸ラーメン」（東野）、「串かつ やま光」（山本）、「大衆酒場 たもつ」など司会者の名前をもじった看板があるのも番組の特徴である。
関西と東京や、大阪と兵庫・京都などの対決企画が特に人気を集め10％を超える視聴率を獲得することも多い。
番組の効果音には「CHA-CHA-CHA」のサビ部分が、ジングルには「cha cha SING」が使われている。
2018年10月改編では、系列キー局のフジテレビが木・金曜以外の20時台のフライングスタート廃止に合わせ、枠を3分後拡大し20:00までの放送となった。
2018年11月6日に当番組と後続番組である『やすとも・友近のキメツケ！※あくまで個人の感想です』との合同2時間スペシャルを放送した。

## 出演者
MC
- 東野幸治
- 山本浩之 - ※前番組『セキララ☆新発見 ものしりティーチャー』から続投。
- 黒田有（メッセンジャー）

ゲストパネラー
- 東京からの芸能人やよしもとクリエイティブ・エージェンシー所属タレントが出演。

## 主な企画
あの人だかりは何だ!?
関西の私鉄・地下鉄路線を1つ取り上げ、沿線の駅が最寄りの飲食店にできる人だかりの正体を調査・紹介する。
ズルいぞ！ ○○
関西であるジャンルにおける絶対的な地位を築いている王者（例：テーマパーク→USJ）に他のそのジャンルの場所が挑む形で王者に負けない魅力を紹介する。
関西人1000人に一斉調査！
長年にわたって熱い論争が繰り広げられてきた永遠のテーマについて、その中から4つを取り上げ、関西人1000人への街角アンケートでキッパリと決着、1位を決めようという企画。

## 過去の企画
突撃!隣の冷蔵庫しりとり
千鳥が、関西の奥様たちに突然冷蔵庫を見せてとお願いするVTRコーナー。しりとりが1個つながるごとに賞金1000円をプレゼント。2015年4月14日放送分が最後。

## ネット局
| 放送対象地域 | 放送局                            | 系列           | 放送日時           | 備考       |
| ------------ | --------------------------------- | -------------- | ------------------ | ---------- |
| 近畿広域圏   | 関西テレビ（KTV）                 | フジテレビ系列 | 火曜 19:00 - 20:00 | 制作局     |
| 三重県       | 三重テレビ（MTV）                 | 独立局         | 木曜 20:54 - 21:55 | 遅れネット |
| 日本全域     | フジテレビONE スポーツ･バラエティ | CS放送         | 放送時間不定       | 遅れネット |

- 過去に高知さんさんテレビ・テレビ愛媛・テレビ西日本・テレビ山口(TBS系列)などでも遅れネットを行っていた。
- 2016年4月12日の2時間スペシャルでは、通常はネットしていない東海テレビ・福井テレビでも同時ネットされた。

ネット配信
- カンテレドーガ - 火曜 20:00 更新、最新話限定で無料配信。
- TVer - 火曜 20:00 更新、最新話限定で無料配信。
- GYAO! - 火曜 20:00 更新、最新話限定で無料配信。

## スタッフ
2025年8月19日現在
※印の付記されたスタッフはいずれも週替りで担当。
- ナレーション：中村郁
- 構成：高須光聖、やまだともカズ、野口勉、友光哲也、岸本尚久
- ブレーン：勝浦慎吾、鈴木一史、永岑広憲
- TD/VE※：松浦洋輔・大森喜章・越水隆太・丸山奈々実・山本謙吾（ウエストワン、松浦・大森・越水・山本→以前はVE►一時離脱►復帰）、茂﨑心護
- CAM※：吉岡利晃・中住鉄兵・林加奈子・杉本康弘（関西東通）
- 照明※：河合裕也・原口祥明（大阪共立）、二位裕之
- 音声※：田辺有可子・中西俊介（カンテレ）
- MA※：倉本実幸・井田憲吾（カンテレ、倉本→不定期で音声兼務）
- 効果：篠田竜作（シャガデリック）
- 編集：岩澤文哉（イングス）
- 美術プロデューサー：岡﨑忠司（カンテレ）
- デザイン：井内克信（レフティーデザイン）
- 美術進行：西口英希（バンブルビー）
- 装置：大神良一（サンケイビルテクノ）
- 装飾：三島吾子（高津商会）
- 電飾：中井高浩（ズイコー21）
- 装飾花：山藤園芸
- メイク：ビーム
- リサーチ：田原拓郎
- 編成：宮下育雄（カンテレ）
- 宣伝：伊藤万里子（カンテレ）
- 技術協力：ウエストワン、大阪共立、関西東通、イングス、シャガデリック、タイトルエイト【毎週】、タイムリー、MABU、トラッド、アルチザン、遊写、リベンジ、一光、アジャプロ、ターザン、EYEZEN、ピースリー本舗、Groovy（Gro→以前はグルービーと表記）【週替り】
- 協力：キューマン【毎週】、フレームパンチ、ゲームボーイズ、バックアップメディア、ウォークオン【週替り】
- ディレクター：田中祥吾・竹内雄治・牧野樹生（カンテレ）、宮内宏輔（キューマン、一時離脱→復帰）【毎週】、和田善樹・植田政成（D-REC）、山本康太、稲子太輔（キューマン）、小八木敬三（SUNFLAP X1→ゲームボーイズ）、栗毛野陸、上瀧孝博（ことのはのえ）、宇都宮伊織（バックアップメディア）、谷口仁則（ウォークオン）、石原直行（FREE）、古城柊輔、姉﨑珠有【週替り】
- プロデューサー：赤堀弘樹（カンテレ、以前はチーフディレクター→ディレクター→一時離脱→復帰）、谷澤開人（吉本興業）
- 制作協力：吉本興業
- 制作：カンテレクリエイティブ本部制作局 制作部
- 制作著作：カンテレ（関西テレビ放送）

### 過去のスタッフ
- ナレーション：湯口利明
- 構成：京都市行
- TD※：吉田満・濱名嘉之・日浅宏一（以上ウエストワン）、中山秀一・芳山貴勇・岩崎裕司・西村武純（カンテレ、芳山→以前はCAM、中山→以前はCAM、岩崎→以前はCAM、西村→CAMの回あり）
- TD/VE※：中川祐貴、三本菅彰・飯田輝之（ウエストワン）
- CAM※：油野邦彦（カンテレ）、中居龍紀（ウエストワン）、伊地知孝仁・横山和明・古川歩・鈴木智雄（以上カンテレ）、山本美咲（ウエストワン）、薬師寺智久・西良美和・石川和義・岡田真悟（関西東通）
- VE※：中島知晶・高橋光記・結城芳彦・田中翔・松井勝正・松岡泰助（以上カンテレ）
- 照明※：大西祐輔（カンテレ）、金子宗央（カンテレ）
- 音声※：筒井亨・中道尚宏・長谷川周作・安部智博・野村理恵（以上カンテレ、安部→以前はMA兼務）
- MA※：筒井亨・宮島英俊・赤澤和伸・大貫修平（以上カンテレ、赤澤・大貫→以前は音声）、佐藤孝彦・浦嶋静（ウエストワン）
- 効果：藤原将
- 編集：加田晃紀・林仁美・山田雅士・吉原裕樹・川口善史（以上イングス）
- 美術プロデューサー：山本映子・乗本孝治・毛阪一洋（カンテレ）
- 美術進行：中越章浩
- 装飾：澤谷友美・中森正啓・澤田美奈子・石橋莉里子（以上高津商会）
- タイトル：岡山萌、芦原祥浩、溜池尚毅
- 編成：野村亙・小川悦司・前洋平・居川大輔・東野和全・木村弥寿彦（カンテレ、東野→一時離脱►復帰）
- 宣伝：豊増雄・姫野健太・根本杏香・長谷川由紀・松川さやか（カンテレ）
- 技術協力：テレコープ 、共同テレビジョン、ZERO、スウィッシュジャパン、よしもとブロードエンタテインメント、テレプロ、ADC、ノアプロダクツ、光学堂、Tagboat、Day book
- 協力：アイリサーチ、D-REC、クラッチ.、Step
- ディレクター：大西文志郎・藤口聡祐・吉川亮太・加藤春佳・鴨脚光貴（以上カンテレ）、岩根匠、大川充智（ウォークオン）、中野明、新田麻美子（キューマン）、森脇芳史（CREA5）
- AP：上林翔吾（カンテレ）
- プロデューサー：杉浦史明・長野聡（カンテレ）、坂口大輔・車谷尚彦・後藤ちあき・石井カオリ（吉本興業）
- チーフプロデューサー：加藤麻衣（カンテレ、以前はプロデューサー）